# Museo del Toro
El Museo del Toro fue un museo dedicado a la tauromaquía que estaba ubicado al lado de la Plaza de Toros de la ciudad de Valladolid, España.

## Historia
Fue inaugurado el 3 de mayo de 2007 por el alcalde Francisco Javier León de la Riva. El museo, de titularidad municipal, tuvo un coste de equipamiento de 465.000 euros y ocupaba un local de 700 metros cuadrados de superficie divididos en nueve salas, y otros espacios como una sala de conferencias, biblioteca y una escuela taurina. La colección constaba de varias piezas aportadas por aficionados y peñas taurinas de la ciudad.
En 2015, tras la solicitud de cierre del grupo municipal de Izquierda Unida a la que se sumó el grupo socialista, el Ayuntamiento reconoció que el museo podría ser clausurado debido a la baja asistencia de visitantes. Finalmente el 28 de mayo de 2016 el museo cerró al vencer el contrato de arrendamiento que el Ayuntamiento no renovó, y se realizó un inventario de los equipos y de la colección para proceder a la devolución a sus propietarios.